# 선로등급
선로등급은 철도 노선에 진입할 수 있는 최대 열차의 축중과 하중을 분류하여 등급으로 나타낸 것이다. 궤도와 노반이 견딜 수 있는 최대 축중과 등분포하중에 따라 등급이 결정된다.

## 대한민국
폐지되기 직전까지의 국유철도건설규칙에서는 건축한계, 건설기준, 최고운행속도 등을 묶어서 1급선, 2급선, 3급선, 4급선으로 구분했다. 1977년 2월 16일 개정판에서는 1급선과 2급선은 LS-22, 3급선과 4급선 및 전동차 전용선은 LS-18 표준활하중을 사용했다. 2000년 8월 22일 개정판에서는 선로의 등급과 관계 없이 LS-22 표준활하중, 전용차 전용선에서는 EL-18 표준활하중을 사용했다. 경부고속선에서는 HL-25 표준활하중을 사용했다.
2009년 9월 개정된 철도의 건설기준에 관한 규정에서는 급수를 삭제하고, 일반철도는 LS-22, 전동차 전용선은 EL-18, 고속철도 전용선은 HL-25 표준 및 HL-25 여객전용선 표준활하중을 사용하는 것으로 개정했다. 2013년 개정된 철도의 건설기준에 관한 규정에서는 일반철도와 고속철도의 하중을 KRL(Korea Rail Load)-2012로 통합하고 산출 방식을 간략화했다. 전동차 전용선로는 EL-18을 그대로 사용한다.
| 선로종류       | 축중            | 등분포하중        | 비고        |
| -------------- | --------------- | ----------------- | ----------- |
| 여객화물혼용선 | 220 kN (22.4 t) | 80 kN/m (8.1 t/m) | KRL2012     |
| 여객전용선     | 165 kN (16.8 t) | 60 kN/m (6.1 t/m) | 0.75KRL2012 |
| 전동차전용선   | 180 kN (18.3 t) | 60 kN/m (6.1 t/m) | EL-18       |

## 유럽
EN 15528 표준에서 선로등급을 정의하며, 국가별로 세부 등급을 추가한 경우가 있다. 축중에 따라서 알파벳 A-G, 등분포하중에 따라서 숫자를 덧붙인다.
| 선로등급 | 축중   | 등분포하중 | 비고                                                                      |
| -------- | ------ | ---------- | ------------------------------------------------------------------------- |
| A        | 16.0 t | 5.0 t/m    |                                                                           |
| B1       | 18.0 t | 5.0 t/m    |                                                                           |
| B2       | 18.0 t | 6.4 t/m    |                                                                           |
| C2       | 20.0 t | 6.4 t/m    |                                                                           |
| C3       | 20.0 t | 7.2 t/m    |                                                                           |
| C4       | 20.0 t | 8.0 t/m    |                                                                           |
| CE       | 20.0 t | 8.0 t/m    | 독일에서 사용하는 C4 등급의 확장으로 6축 철도차량에서 최대 축중 20톤 허용 |
| CM2      | 21.0 t | 6.4 t/m    | 독일 표준                                                                 |
| CM3      | 21.0 t | 7.2 t/m    | 독일 표준                                                                 |
| CM4      | 21.0 t | 8.0 t/m    | 독일 표준                                                                 |
| D2       | 22.5 t | 6.4 t/m    |                                                                           |
| D3       | 22.5 t | 7.2 t/m    |                                                                           |
| D4       | 22.5 t | 8.0 t/m    | 주요 간선 철도의 건설 기준                                                |
| D5       | 22.5 t | 8.8 t/m    |                                                                           |
| E4       | 25.0 t | 8.0 t/m    |                                                                           |
| E5       | 25.0 t | 8.8 t/m    |                                                                           |
| E6       | 25.0 t | 10 t/m     |                                                                           |
| F        | 27.5 t |            |                                                                           |
| G        | 30.0 t |            | 스웨덴 말름선의 경우 등분포하중 12.0 t/m 기준                             |

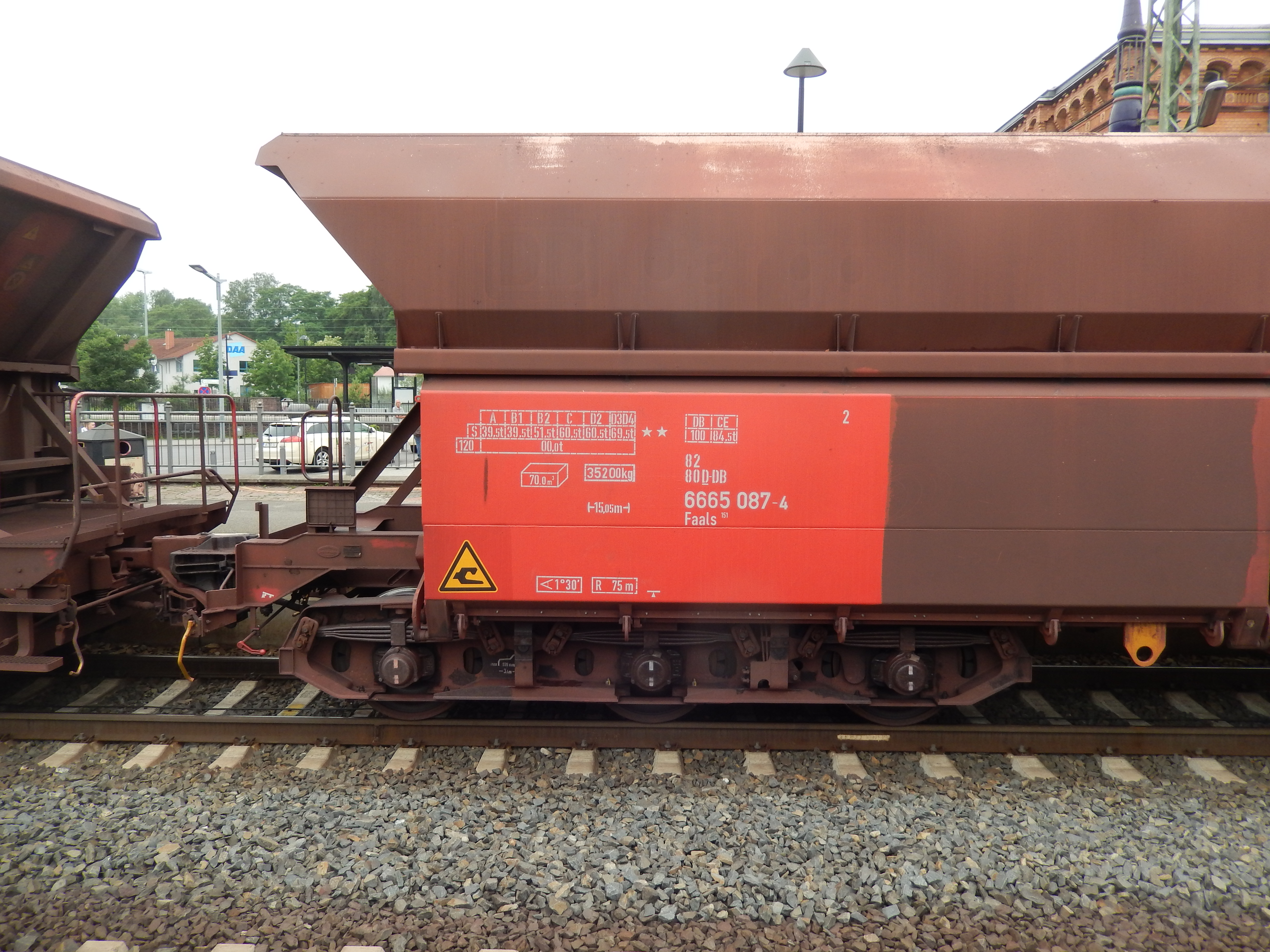
도이체반의 6축 철광석 화차. CE 등급 선로 운행 시에는 84.5톤까지 적재 가능하며, 기타 C 등급 선로 운행 시에는 60.5톤까지 적재 가능하다.

CM2, CM3, CM4 등급은 DB Netz에서 사용하는 독일 표준으로, 각각 C2, C3, CE 등급에서 허용 축중을 21톤으로 증가시킨 것이다. 독일에 건설된 C4 등급 선로는 6축 철도차량에서 최대 축중 20톤을 허용한다. 6축 철도차량의 운행 제한은 독일 표준을 따른 것이다. 중량 화물 수요가 많은 노선은 더 높은 축중을 버틸 수 있도록 건설된다.

## 철도차량
기관차는 해당 기관차가 운행할 노선의 최대축중을 넘기지 않도록 설계된다.
화차는 운행할 노선의 최대축중, 최고속도, 공차중량에 따라서 최대 적재중량이 달라지고, 선로의 최대축중을 초과하여 적재할 수 있도록 설계되기 때문에 화차의 설계 최대 적재중량과 선로등급별 최대 적재중량을 같이 표기하기도 한다.

## 참조
1. ↑  “국유철도건설규칙, 교통부령 제522호, 1977년 2월 16일 시행”.
2. ↑  “국유철도건설규칙, 건설교통부령 제258호, 2000년 8월 22일 시행”.
3. ↑  한국철도시설공단. “철도 설계하중 체계 연구”.
4. ↑  “철도의 건설기준에 관한 규정, 국토해양부 고시 제832호, 2009년 9월 1일”.
5. ↑  “철도건설 '설계속도' 기준으로 탈바꿈”. 2009년 8월 31일.
6. ↑  “철도시설공단, 설계기준 대폭 손질한다”. 2013년 6월 10일.[깨진 링크(과거 내용 찾기)]
7. ↑  “철도의 건설기준에 관한 규정, 국토교통부 고시 제2013-236호, 2013년 5월 16일”.
8. ↑  Richtlinie 457.0301 S. 1 der DB Netz AG, Stand 1. April 2000
9. ↑  Anlage 11 zum AVV, Zeichen 2.5
10. ↑  “보관된 사본”. 2021년 3월 3일에 원본 문서에서 보존된 문서. 2021년 3월 3일에 확인함.